# 伊号第七潜水艦
伊号第七潜水艦（いごうだいななせんすいかん）は、大日本帝国の伊七型潜水艦の1番艦。

## 艦歴
1934年（昭和9年）の第二次補充計画（②計画）により建造が計画された。1934年9月12日、呉海軍工廠で起工、1935年7月3日進水、1936年7月8日呉海軍工廠内に艤装員事務所を設置し事務開始、1937年（昭和12年）3月31日に竣工、横須賀鎮守府籍となり、第一艦隊第1潜水戦隊所属となる。1938年6月1日、艦型名が伊七型に改正。
1939年11月15日、第1潜水戦隊は第4潜水戦隊に改名した。
1940年（昭和15年）10月11日、横浜港沖で行われた紀元二千六百年特別観艦式に参加。11月15日、伊7は潜水母艦長鯨、第7潜水隊、第8潜水隊と共に第六艦隊第2潜水戦隊指揮下となる。これは、先代の第2潜水戦隊が1939年11月15日付で第3潜水戦隊に改名して以来、2代目となる。
1941年10月21日早朝、佐伯にて伊66と衝突事故を起こすも、損害は軽微で済んだ。
太平洋戦争開戦時は第六艦隊第2潜水戦隊に所属。1941年11月16日、第2潜水戦隊司令山崎重暉少将と九六式小型水上機を乗せ、同戦隊の旗艦として1300に横須賀を出港。真珠湾攻撃ではオアフ島北方海域に配備された。17日早朝、カイルア西方26浬地点付近で搭載機を発進させ、真珠湾を航空偵察する。その結果、湾内に戦艦4、空母1がおり、そのうち戦艦3隻は損傷していること、巡洋艦5隻と小型艦船30隻ほどがおり、うち駆逐艦3隻が湾口で対潜哨戒をしていることを報告してきた。その後、搭載機が帰還してきたが、敵が来襲することが予測されたため搭乗員は機を捨てて伊7に泳ぎ着き、伊7は搭乗員を収容した後、放棄された搭載機を処分してから潜航して離脱した。1942年1月1日、オアフ島南方100浬地点付近で、真珠湾へ向かう米巡洋艦1、駆逐艦2の艦隊を発見し、雷撃するも命中しなかった。その後駆逐艦から爆雷6発を投下されるも、損害を受けることなく離脱した。22日、クェゼリンに到着。24日、クェゼリンを出港し、2月2日に横須賀に到着した。
2月11日、伊7は横須賀を出港し、16日にパラオに到着。翌17日に出港し、21日にスターリング湾に到着。25日、伊7は出港し、インド洋に向かった。3月2日1230、ココス諸島南東150浬地点付近で味方艦載機からの誤爆を受けるも、被害はなかった。4日1000、南緯08度40分 東経94度30分 / 南緯8.667度 東経94.500度のココス諸島北西250浬地点付近で、チラチャップからコロンボへゴムを輸送中の蘭貨客船メルクス（Merkus、865トン）を発見し浮上。メルクスの乗員が船から離れたのを確認した後、砲撃を行いメルクスを撃沈した。9日0830、伊7はペナンに到着した。
28日1600、伊7はペナンを出港し、セイロン島の航空偵察に向かう。4月1日0517、セイロン島南西180浬地点付近で浮上航走中、英空軍所属のPBY カタリナから爆弾2発を投下されるも、直撃はしなかった。4時間後、複数の小型監視艇を発見したため、3日に実施予定だった航空偵察を中止せざるを得なかった。以降は気象通報任務を行う。3日0340、南緯00度48分 東経78度33分 / 南緯0.800度 東経78.550度のモルディブ諸島東方300浬地点付近で、一般貨物1,000トンと便乗者12名を乗せてボンベイからフリーマントルに向かっていた英客船グレンシール（Glenshiel、9,415トン）を発見し、魚雷2本を発射。うち1本がグレンシールの右舷に命中し、同船は船尾から沈み始める。グレンシールは遭難信号を発信した後放棄された。伊7は放棄されたグレンシールへさらに魚雷2本を発射して命中させた後、浮上して砲撃。20発ほどが命中したグレンシールは、炎上しながら船尾から沈没した。15日、伊7はシンガポールに到着。21日に出港し、5月1日に横須賀に到着して整備を受ける。
6月11日、伊7は、アリューシャン攻略作戦の支援を行うべく横須賀を出港し、K散開線にて哨戒に従事する。7月15日、北緯53度41分 西経157度45分 / 北緯53.683度 西経157.750度のウナラスカ島北方沖で、ベセルからシアトルに向かっていた米貨物船アーカタ（Arcata、2,722トン）を発見、雷撃の後砲撃を行う。アーカタの船橋に砲弾が直撃したため、アーカタは放棄された。救命艇の降下を視認した伊7では砲撃を中止させたが、砲撃によりアーカタの船員1名が戦死した。放棄されたアーカタはその後沈没した。7月20日に引き上げ命令が出され、8月1日に横須賀に到着して整備を受ける。20日、第2潜水戦隊の解隊に伴い、伊7は第六艦隊付属となる。31日、伊7は第六艦隊第7潜水隊に編入された。
9月8日、伊7は横須賀を出港し、15日にトラック島に到着。17日には出港し、サンクリストバル島南東沖にて哨戒を行う。10月13日夜明け、搭載機でエスピリトゥサント島を航空偵察し、軽巡2、輸送船7、複数の小型船と水上機がいることを報告。14日の日没後、エスピリトゥサント島へ主砲弾17発を発射。23日夜明けにもエスピリトゥサント島へ主砲弾6発を発射した後潜航して離脱した。31日、再度エスピリトゥサント島を航空偵察する予定だったが、搭載機が損傷していることが分かったため中止となった。11月7日、伊7はエスピリトゥサント島を潜望鏡で偵察。同日、伊9と偵察任務を交代する。10日、ネンドー島を潜望鏡で偵察。11日にはサンタクルーズ諸島のヴァニコロ島を航空偵察。18日に伊7はトラックに到着。24日には出港し、12月1日に横須賀に到着した。1943年4月1日、第7潜水隊は第五艦隊指揮下となる。
21日、伊7は食糧と弾薬を積んで横須賀を出港し、5月1日にキスカ島に到着して物資の揚陸を行った後出港。4日にアッツ島に到着して物資の揚陸を行った後出港。8日に幌筵に寄港した後、12日に横須賀に到着した。
14日、伊7はアッツ島の戦いの支援のために横須賀を出港し、アッツ島沖へ向かった。21日に哨戒区域に到着するも、到着前の18日にアッツ島の放棄が決定された。24日、伊7は哨戒区域を出発し、第1期キスカ島撤退作戦に参加するべくキスカ島に向かう。26日、伊7はキスカ島に到着するも、港が空襲を受けていたため港外で待機する。2230に入港した伊7は6トンの食糧と弾薬、ラジオビーコンを揚陸し、海軍兵士49名、陸軍兵士7名、労働者4名、遺骨28柱、空薬莢4トンを乗せ、27日0100に出港。6月1日に幌筵に到着した。2日に特設運送船(給油船)帝洋丸（日東汽船、9,850トン）からの給油を受けたのち、4日に幌筵を出港。8日にはキスカに到着し、19トンの弾薬と15トンの食糧を揚陸。その後海軍兵士42名、陸軍兵士18名、軍属41名を乗せて出港し、13日に幌筵に到着して便乗者を降ろした。
15日1600、伊7は第7潜水隊司令玉木留次郎大佐以下、第7潜水隊幕僚を乗せて幌筵を出港。17日、同じく作戦参加中の潜水艦が米駆逐艦の攻撃を受けたとの報告により一時輸送任務が中断するも、翌18日に任務は再開される。19日、伊7はキスカ近海に到着。濃霧により揚陸は1日延期となる。21日1500、伊7は七夕湾南1浬地点付近を航行中、右舷後方から推進器音を聴取したため、潜航準備をした。その頃、付近を哨戒中の米駆逐艦モナハン(USS Monaghan, DD-354)は13km先にある潜水艦をレーダー探知し、追跡していた。接近したモナハンは、1800mの距離でレーダー射撃を開始。1530、伊7は砲撃音を聴取し、急速潜航が発令された。直後、司令塔右舷側に砲弾2発が直撃して穴があいてしまい、潜航不能となる。この被弾により第7潜水隊司令玉木留次郎大佐、艦長長井勝彦少佐、航海長花房義夫大尉、操舵手他3名が戦死し、通信長中山泰一中尉が負傷した。水雷長関口六郎大尉の指揮により潜航は中止され、主砲と機銃で応戦しながら退避する。この戦闘で、伊7は主砲弾30発、機銃弾250発を発射した。戦闘の混乱により後部バラストタンクのバルブが解放されたままであったため、船体は沈下を続け、1515に沈没を防ぐために旭岬に艦首が擱座され、一旦放棄された。暗号員はこの時すべての機密文書を破棄し、暗号機を破壊し、その破片を艦外に投棄した。一方、キスカからは大発1隻が伊7からの貨物の受け取りに向かっていた。伊7を見失っていたモナハンはこの大発を発見して機銃射撃を行ってきたため、大発はこれを回避して退避した。1800、伊7の乗員は陸上との連絡に成功し、大発2隻が伊7の近くに到着。積荷の一部が積み替えられた。2110には伊7は横須賀に向かうこととなった。司令塔の穴は大発で輸送されてきた溶接器により塞がれた。22日0600までには残りの積荷と戦死者の遺体が運び出された。その後乗員は伊7に戻り、機密文書等は大発で輸送されてきたものが新たに積載された。1445、伊7は離礁し、1830には応急修理完了するも、潜航はできないままだった。2000、伊7は七夕湾を出港。しかし、キスカ島南方沖を哨戒していたモナハンが13km先にある伊7を再度レーダー探知し、接近したのち砲撃を開始。航行中の伊7は左舷側からの砲撃を受け、司令塔とブルワーク、後部バラストタンクに砲弾が命中。これにより関口水雷長は瀕死の重傷を負い、機関長が戦死した。この時、伊7では混乱により3隻の敵艦から砲撃を受けていると判断していた。砲術長新藤尚男中尉の指揮により、伊7は応戦を開始。その後、モナハンは一時退避の後砲撃を再開。まもなく砲弾が命中したことにより操舵機が使用不能となり、左舷側にゆっくりと回頭しはじめた。さらに砲弾1発の命中によりデッキに置かれていた弾薬が誘爆して発火。さらに後部デッキに砲弾2発が直撃して穴が開いたため、伊7は左に30度ほど傾斜する。2210には弾薬が尽きてしまう。その後、伊7は左舷に50度ほど傾斜しながらキスカに向かう。沈下しつつ岩に向かう伊7を追跡するモナハンは、自らも座礁する恐れがあったため追跡を諦めた。2255、伊7はキスカ島守備隊へ、被害と到着時刻を報告する。5分後、伊7は艦尾から急速に沈みながら、北緯51度49分 東経177度20分 / 北緯51.817度 東経177.333度のキスカ島中央東端の南水道二子岩に左舷に70度ほど傾斜し、20度ほど艦首側を上にして傾斜し、艦首約15mを水上に露出した状態で擱座した。この時、数人の乗員が艦内に閉じ込められた。その後、23日0210にはキスカから到着した大発が通信長他負傷者10名を含む、新藤砲術長以下生存者43名がキスカ島警備隊に収容された（のちに1名が死亡）。
24日、キスカから機密文書の回収のために大発1隻が到着。潜水夫が艦内を捜索したものの機密文書の回収に失敗。その後、鹵獲防止のために7月5日爆破された。
21日からの戦闘で第7潜水隊司令玉木留次郎大佐、艦長長井勝彦少佐、航海長花房義夫大尉、水雷長関口六郎大尉、機関長、操舵手他乗員87名が戦死した。
1943年8月1日、除籍。
除籍後の1943年8月26日、キスカ島を占領した米軍は艦隊曳船ウテ(USS Ute, AT-76)が伊7の調査のために到着。同艦の潜水夫は水深18mの地点で潜水艦が左舷側に横転して沈んでいるのを発見した。司令塔は損傷していたが、司令塔の側面には「イ7」と書かれていた。9月7日には米潜水艦救難艦フローリカン(USS Florikan, ASR-9)がミッドウェー島からキスカ島に到着。同艦の潜水夫は伊7の残骸で1ヶ月間のダイビング作業を行う。7人の潜水夫が艦内に入り、機密文書を回収した。
撃沈総数は3隻で、撃沈トン数は13,002トンである。

## 潜水艦長
艤装員長
1. 寺岡正雄 少佐：1936年7月3日[7] - 1936年9月21日[8]

潜水艦長
1. 寺岡正雄 少佐/中佐：1936年9月21日[8] - 1937年12月20日[9]
2. 藤本傳 中佐：1937年12月20日[9] - 1938年6月29日[10]
3. 岩上英壽 中佐：1938年6月29日[10] - 1938年11月15日[11]
4. 岡本義助 中佐：1938年11月15日[11] - 1939年10月20日[12]
5. 石川信雄 中佐：1939年10月20日[12] - 1940年10月30日[13]
6. 永井宏明 中佐：1940年10月30日[13] - 1941年8月20日[14]
7. 小泉麒一 中佐：1941年8月20日[14] - 1942年12月5日[15]
8. （兼）田畑直 少佐：1942年12月5日[15] - 1943年3月16日[16] （本職：伊号第百七十五潜水艦長）
9. 長井勝彦 少佐：1943年3月16日[16] - 1943年6月21日 戦死、同日付任海軍中佐[17]